# RKBランキンカフェ
RKBランキンカフェ（あーるけーびーらんきんかふぇ)は2006年4月より2007年12月28日までRKB毎日放送（RKBラジオ）で放送されていた平日夜の情報番組。

## 放送時間
- 月曜日〜金曜日 23:25〜24:00（JST）

### 過去の放送時間
- 月曜日〜木曜日 23:25〜24:00(JST)（2007年8月〜2007年9月）
  - 金曜日は、「SAHARA 福岡レゲエ魂 GREETINGS」（2ヶ月限定の番組）を放送していた。
- 月曜日〜金曜日 23:25〜24:00(JST)（2007年4月〜2007年7月）
- 土曜日 18:15〜21:00(JST)（2006年10月〜2007年3月）

## パーソナリティ
- 永松ケンシ
- 山口玲香
- 茅原あいり（リポーター）

## コーナー

### 現在放送中のコーナー
- 目玉コーナー
  - 月曜日：あいりのカフェ気分…リポーターが天神圏内にあるカフェを訪れ、インタビューをするコーナー。
  - 火曜日：ニューヨークNOW…ニューヨークの最新カルチャー情報を紹介するコーナー。
  - 水曜日：ポップス・ランキン
  - 木曜日：天神NOW…天神の最新情報を紹介するコーナー。
  - 木曜日：シネマ・ランキン…福岡市内のある映画館の観客動員数をランキングで紹介するコーナー。2007年7月までは金曜日のコーナーだった。
- ランキン・エトセトラ

### 過去に放送したコーナー
いずれも土曜日に放送された。
- 今週のジャズ…毎週、ジャズの名盤を紹介するコーナー。
- 玲香のひとりごと…山口によるフリートークのコーナー。